# Dinamo Bałaszycha
Dinamo Bałaszycha (ros. Динамо Балашиха) – rosyjski klub hokeja na lodzie z siedzibą w Bałaszycha.

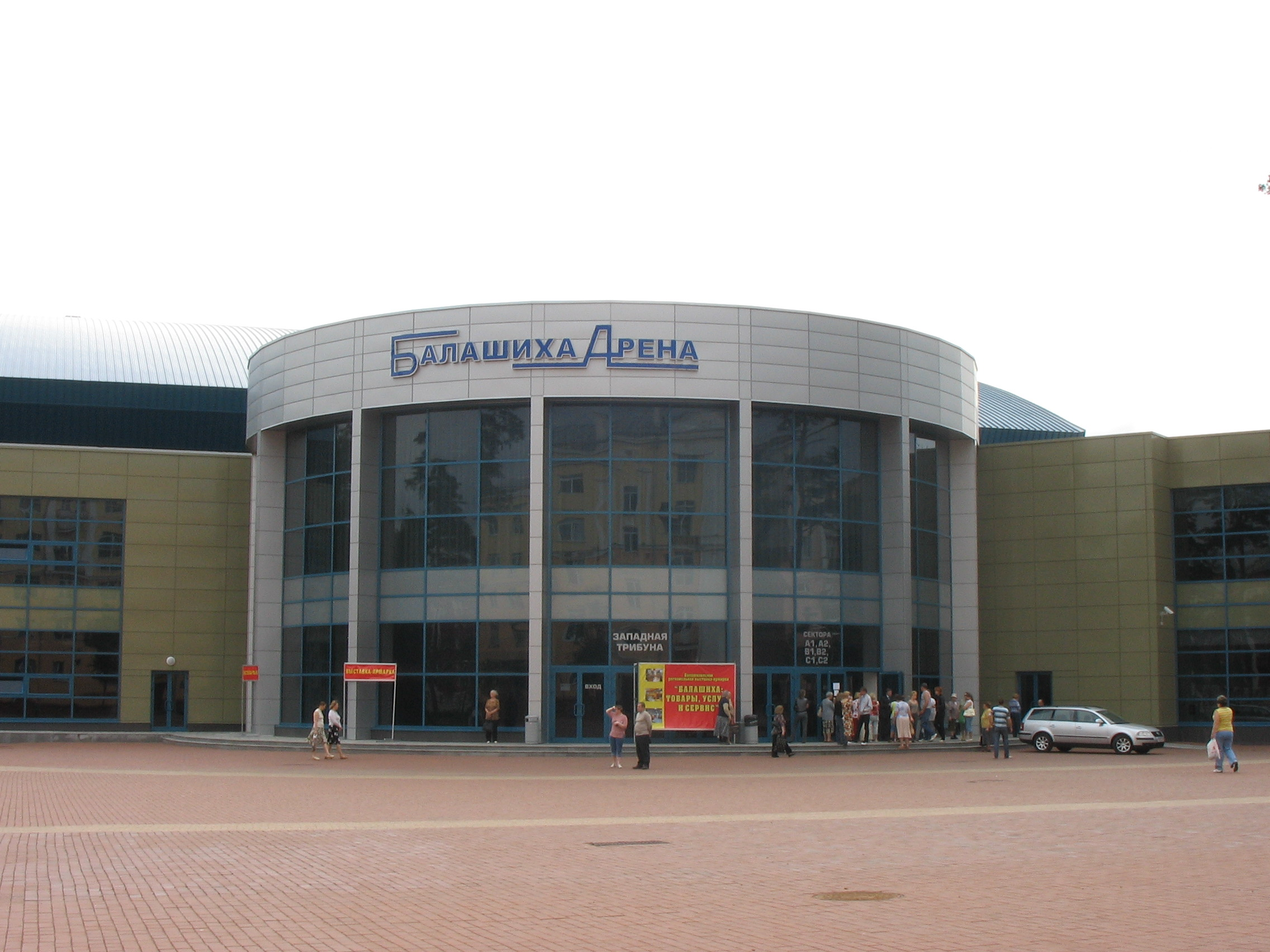
Arena Bałyszycha

## Historia
Klub powstał w 2010 jako HK Dinamo Twer w Twerze, klub farmerski dla drużyny OHK Dinamo (występującej w KHL), powstałej w wyniku fuzji Dinamo Moskwa z HK MWD Bałaszycha. W sezonie 2010/2011 występował w WHL jako Dinamo Twer.
W 2011 został przeniesiony do Bałaszychy i przemianowany na Dinamo Bałaszycha.
Drużyną juniorską został Szerif Twer występująca w MHL.
W sezonie WHL 2016/2017 Dinamo zwyciężyło w rozgrywkach.

## Sukcesy
- Puchar Bratina: 2017
- Złoty medal WHL: 2017